# Марисін (Груєцький повіт)
Марисін (пол. Marysin) — село в Польщі, у гміні Могельниця Груєцького повіту Мазовецького воєводства.
Населення — 56 осіб (2011).
У 1975-1998 роках село належало до Радомського воєводства.

## Демографія
Демографічна структура станом на 31 березня 2011 року:
|          | Загалом | Допрацездатний вік | Працездатний вік | Постпрацездатний вік |
| -------- | ------- | ------------------ | ---------------- | -------------------- |
| Чоловіки | 27      | 3                  | 20               | 4                    |
| Жінки    | 29      | 4                  | 16               | 9                    |
| Разом    | 56      | 7                  | 36               | 13                   |